# Quociente eleitoral
Quociente eleitoral é um método pelo qual se distribuem as cadeiras nas eleições pelo sistema proporcional de votos em conjunto com o quociente partidário e a distribuição das sobras.

## No Brasil
A eleição pelo sistema proporcional brasileiro às cadeiras legislativas — deputado federal, estadual ou distrital, e vereador — mistura os métodos de d'Hondt e de Jefferson, que prestigiam a força da representatividade do voto tanto ao candidato como ao partido e/ou à coligação partidária.
Importante salientar que, diferente das demais eleições do Poder Legislativo, à eleição do Senador se aplica o sistema de votação majoritária.

### Quociente eleitoral e quociente partidário
O Quociente eleitoral é definido pelo código eleitoral brasileiro como sendo:
Determina-se o quociente eleitoral dividindo-se o número de votos válidos apurados pelo de lugares a preencher em cada circunscrição eleitoral, desprezada a fração se igual ou inferior a meio, equivalente a um, se superior— (Código Eleitoral, art. 106).
Enquanto o quociente partidário é:
Determina-se para cada partido ou coligação o quociente partidário, dividindo-se pelo quociente eleitoral o número de votos válidos dados sob a mesma legenda ou coligação de legendas, desprezada a fração— (Código Eleitoral, art. 107).
Ou seja, se chamarmos de Qe o quociente eleitoral e de Qp o quociente partidário, temos:
{\displaystyle Q_{e}={\frac {V_{v}}{C}}}
onde {\displaystyle V_{v}} é o número de votos válidos e {\displaystyle C} o número de cadeiras a serem preenchidas; e
{\displaystyle Q_{p}={\frac {V_{p}}{Q_{e}}}}
onde {\displaystyle V_{p}} é o número de votos do partido.
O número de cadeiras obtidas por cada partido corresponde à parte inteira do quociente partidário. Caso a soma das cadeiras obtidas pelos partidos não seja igual ao total de cadeiras, as cadeiras restantes são divididas de acordo com o sistema de médias, também conhecido como distribuição das sobras.

#### Cláusula de barreira
A cláusula de barreira é condição aplicada após a apuração do quociente partidário {\displaystyle Q_{p}}, ao qual serão retiradas do partido as cadeiras dos candidatos que inicialmente não tenham ao menos 10% do quociente eleitoral {\displaystyle Q_{e}}.
As cadeiras retidas do partido irão compor as cadeiras em sobra, que depois serão novamente redistribuidas a partir de nova etapa, chamada cálculo de médias. 
Por exemplo, considerando {\displaystyle Q_{e}=100}, em que determinado partido, ou coligação, dispute o pleito com apenas 2 candidatos (A e B), recebendo A 300 votos e B apenas 1, nesse caso, o candidato B não fará jus a nenhuma cadeira, inicialmente, apesar de o partido ter direito a 3 cadeiras, conforme o quociente partidário {\displaystyle (Q_{p}=301/100\approx 3)}.
Isso acontece porque o candidato B não tem ao menos 10% do quociente eleitoral {\displaystyle Q_{e}}, ou seja, o candidato B necessitaria ter ao menos 10 votos direcionados a ele próprio para ter direito à cadeira obtida pelo partido.
O mecanismo da cláusula de barreira foi introduzido na intenção de barrar partidos ou coligações pequenas que tivessem determinado candidato puxador de votos, a exemplo da candidatura do Deputado Federal por São Paulo, o artista Tiririca, com votação que à época elegeu mais de 5 candidatos de inexpressiva votação em relação aos demais candidatos do pleito.

Estarão eleitos, entre os candidatos registrados por um partido ou coligação que tenham obtido votos em número igual ou superior a 10% (dez por cento) do quociente eleitoral, tantos quantos o respectivo quociente partidário indicar, na ordem da votação nominal que cada um tenha recebido.
— (Código Eleitoral, art. 108).

### Exemplo
Neste exemplos temos 9 vagas para serem preenchidas e 6.050 votos válidos (excluídos votos brancos e nulos).
| Partido ou coligação   | Votos obtidos |
| ---------------------- | ------------- |
| Partido/Coligação A    | 1.900         |
| Partido/Coligação B    | 1.350         |
| Partido/Coligação C    | 550           |
| Partido/Coligação D    | 2.250         |
| Total de votos válidos | 6.050         |

Qe = votos / vagas = 6.050 / 9 ≈ 672,22.
Seguindo-se a regra de arredondamento especificada temos um quociente eleitoral de 672. Para cada partido temos então:
| Partido ou coligação | Quociente partidário | Vagas obtidas |
| -------------------- | -------------------- | ------------- |
| Partido/Coligação A  | 1900/672 ≈ 2,8273    | 2             |
| Partido/Coligação B  | 1350/672 ≈ 2,0089    | 2             |
| Partido/Coligação C  | 550/672 ≈ 0,8184     | Nenhuma       |
| Partido/Coligação D  | 2.250/672 ≈ 3,3482   | 3             |
| Total                |                      | 7             |
| Sobras               |                      | 2             |

Assim temos 7 vagas preenchidas, e as duas vagas restantes devem ser preenchidas usando-se o método das médias ou distribuição das sobras.

### Distribuição das sobras
A distribuição das sobras, ou método das Médias, é a forma como se distribuem as cadeiras que não puderam ser preenchidas pelo quociente eleitoral nas eleições proporcionais brasileiras. O Código eleitoral brasileiro define:
I - dividir-se-á o número de votos válidos atribuídos a cada partido ou coligação pelo número de lugares definido para o partido pelo cálculo do quociente partidário do art. 107, mais um, cabendo ao partido ou coligação que apresentar a maior média um dos lugares a preencher, desde que tenha candidato que atenda à exigência de votação nominal mínima;

II - repetir-se-á a operação para cada um dos lugares a preencher;

III - quando não houver mais partidos ou coligações com candidatos que atendam às duas exigências do inciso I, as cadeiras serão distribuídas aos partidos que apresentem as maiores médias.

§ 1o  O preenchimento dos lugares com que cada partido ou coligação for contemplado far-se-á segundo a ordem de votação recebida por seus candidatos.

§ 2o  Somente poderão concorrer à distribuição dos lugares os partidos ou as coligações que tiverem obtido quociente eleitoral.” (NR)
— (Código Eleitoral, art. 109)
Ou seja, para cada partido deve-se calcular a média M = Qp / (Cadeiras conquistadas + 1). O partido que obtiver o maior valor de média obterá a primeira cadeira da sobra. Os valores são então recalculados, ajustando o número de cadeiras do partido que ganhou a sobra, até que não haja mais sobras. 
Em outubro de 2021 foi sancionada a Lei 14.211 de 2021, que mudou as regras para distribuição das sobras eleitorais. De acordo com a nova lei, só podem concorrer à distribuição das vagas remanescentes os candidatos que obtiverem um mínimo de 20% do quociente eleitoral e os partidos que tiverem pelo menos 80% do quociente. 
Pela regra anterior (Lei 13.488/2017), todos os partidos com participação nas eleições poderiam participar da distribuição das sobras, independentemente do número de votos obtidos.

### Exemplo
Seguindo o nosso exemplo da seção anterior, temos de distribuir da seguinte forma as 2 cadeiras que sobraram:
| Coligação           | Quociente partidário {\displaystyle Q_{p}} | vagas | Média                | sobra |
| ------------------- | ------------------------------------------ | ----- | -------------------- | ----- |
| Partido/Coligação A | 1900/672                                   | 2     | 1900 / (2 + 1) = 633 | Sim   |
| Partido/Coligação B | 1350/672                                   | 2     | 1350 / (2 + 1) = 450 |       |
| Partido/Coligação C | 550/672                                    | 0     | 550 / (0 + 1) = 550  |       |
| Partido/Coligação D | 2.250/672                                  | 3     | 2250 / (3 + 1) = 562 |       |

Veja que o partido C não conquistou nenhuma vaga, portanto está excluído da distribuição de sobras.
| Partido             | Quociente partidário | cadeiras | Média                | Ganhador da sobra |
| ------------------- | -------------------- | -------- | -------------------- | ----------------- |
| Partido/Coligação A | 1900/672             | 3        | 1900 / (3 + 1) = 475 |                   |
| Partido/Coligação B | 1350/672             | 2        | 1350 / (2 + 1) =450  |                   |
| Partido/Coligação C | 550/672              | 0        | 550 / (0 + 1) =550   |                   |
| Partido/Coligação D | 2.250/672            | 3        | 2250 / (3 + 1) = 562 | Sim               |

Ao final do processo temos o partido D com 4 cadeiras, A com 3 e B com 2, totalizando nossas 9 cadeiras disputadas.
No exemplo citado acima, nenhum partido obteve menos de 80% do quociente eleitoral, por isso todos os partidos estão disputando as vagas remanescentes. Além disso, o exemplo não leva em consideração as votações individuais dos candidatos, que precisam ser superior à 20% do quociente para que concorram as vagas remanescentes.

## Em Portugal
No sistema eleitoral português não existe divisão de vagas no parlamento através de quociente eleitoral, mas pela confecção de uma tabela onde encontram-se dispostos o número de votos por coligação divididos de 1 até o número máximo de cadeiras, muito similar ao sistema brasileiro de divisão de sobras. Este sistema é conhecido como método D'Hondt. Este sistema é matematicamente equivalente ao sistema brasileiro, variando na forma de cálculo e na retirada de certos privilégios de chapas mais votadas, e com a diferença de ser calculado nacionalmente, e não por subdivisões administrativas (estados, no Brasil).
Uma das mais significativas distinções entre a distribuição brasileira e portuguesa consiste no fato desta última não impor um ponto de corte (que é o próprio quociente eleitoral em si): em outras palavras, é totalmente possível que uma chapa conquiste um mandato sem alcançar o que no Brasil equivaleria ao quociente eleitoral. Paralelamente, não raras vezes, estados e municípios brasileiros espectam pequenas chapas proporcionais terem mais votos que a relação votos por mandato de chapas maiores, porém não elegerem um parlamentar sequer justamente por, apesar de haverem chegado próximo do quociente eleitoral, não o alcançarem: fato impossível em Portugal, uma vez que todos disputam as vagas sem pontos de corte.

### Exemplo
Um exemplo do cálculo segundo o método D'Hondt utilizado em Portugal, utilizando os mesmos dados dos exemplos anteriores, onde há quatro chapas pleiteando nove vagas:
| Divisores / Partidos | 1        | 2        | 3          | 4         | 5   | 6      | 7      | 8      | 9      |
| -------------------- | -------- | -------- | ---------- | --------- | --- | ------ | ------ | ------ | ------ |
| Part/Col A           | 1900 (2) | 950 (5)  | 633.33 (8) | 475       | 380 | 316.67 | 271.43 | 237.5  | 211.11 |
| Part/Col B           | 1350 (3) | 675 (7)  | 450        | 337.5     | 270 | 225    | 192.86 | 168.75 | 150    |
| Part/Col C           | 550      | 275      | 183.33     | 137.5     | 110 | 91.67  | 78.57  | 68.75  | 61.11  |
| Part/Col D           | 2250 (1) | 1125 (4) | 750 (6)    | 562.5 (9) | 450 | 375    | 321.43 | 281.25 | 250    |

Entre parênteses ao lado de cada valor calculado encontra-se o número da cadeira conquistada, em ranking. As cadeiras conquistadas encontram-se em negrito. Note que o número de cadeiras conquistadas em cada partido é idêntico ao valor encontrado pelo método brasileiro.

### Exemplo II
Outro exemplo do cálculo segundo o método D'Hondt utilizado em Portugal, focando-se no fato de não haver ponto de corte, onde há quatro chapas pleiteando apenas três mandatos:
| Divisores / Partidos | 1        | 2        | 3         | %   |
| -------------------- | -------- | -------- | --------- | --- |
| Part/Col A           | 5500 (1) | 2750 (3) | 1833,3... | 55% |
| Part/Col B           | 3000 (2) | 1500     | 1000      | 30% |
| Part/Col C           | 1000     | 500      | 333,3...  | 10% |
| Part/Col D           | 500      | 250      | 166,6...  | 5%  |

Entre parênteses ao lado de cada valor calculado encontra-se o número da cadeira conquistada, em ranking. As cadeiras conquistadas encontram-se em negrito. Note que apesar de a segunda chapa mais votada não haver alcançado o que no Brasil equivaleria ao quociente eleitoral (33,3...%, no caso), conquistou uma das cadeiras em disputa porque alcançou um quociente superior à primeira na disputa pela segunda vaga. A mesma esquematização no Brasil creditaria todos os mandatos à Part/Col A por ser a única a atingir o quociente.

## Comparação com os sistemas de d'Hondt e Jefferson
O sistema brasileiro, apesar de equivalente aos métodos de Jefferson e d'Hondt, é na verdade uma mistura de ambos. A primeira etapa do cálculo, onde calculamos os quocientes eleitoral e partidários, corresponde ao cálculo do divisor padrão e das quotas inferiores no método de Jefferson. Entretanto, ao invés de tentar o ajuste das quotas por tentativa e erro conforme se faz em Jefferson, o sistema brasileiro redistribui as chamadas "sobras" segundo o método d'Hondt, calculando-se divisores sucessivos nas chamadas "médias". Dessa forma o sistema brasileiro reduz o cálculo de d'Hondt apenas às posições da tabela estritamente necessárias, reduzindo o número de cálculos total a serem efetuados (ao custo de maior complexidade no método, dificultando sua compreensão). A equivalência entre d'Hondt e o método brasileiro pode ser vista na tabela abaixo onde aplicamos o método d'Hondt aos coeficientes partidários:
| Divisores / Partidos | 1    | 2    | 3    | 4    | 5    | 6    | 7    | 8    | 9    |
| -------------------- | ---- | ---- | ---- | ---- | ---- | ---- | ---- | ---- | ---- |
| Part/Col A           | 2.83 | 1.41 | 0.94 | 0.71 | 0.57 | 0.47 | 0.4  | 0.35 | 0.31 |
| Part/Col B           | 2.01 | 1    | 0.67 | 0.5  | 0.4  | 0.33 | 0.29 | 0.25 | 0.22 |
| Part/Col C           | 0.85 | 0.43 | 0.28 | 0.21 | 0.17 | 0.14 | 0.12 | 0.11 | 0.09 |
| Part/Col D           | 3.31 | 1.66 | 1.10 | 0.83 | 0.66 | 0.55 | 0.47 | 0.41 | 0.37 |

Em vermelho temos as cadeiras escolhidas pelo quociente partidário, e em verde as escolhidas pela divisão de sobras. As vagas distribuídas pelo coeficiente partidário possuem valor na tabela maior ou igual a 1, e correspondem as 7 primeiras vagas distribuídas no método de d'Hondt. As duas vagas seguintes, distribuídas segundo o método das sobras, correspondem as duas últimas vagas no método d'Hondt. Mesmo com o Partido/Coligação C possuindo um índice maior que a quarta vaga do Partido/Coligação D, pelo sistema brasileiro ele não tem direito a vaga por não ter obtido nenhum índice igual ou maior que 1.